# 弗兰克·普伦普顿·拉姆齐
弗蘭克·普倫普頓·拉姆齊（英語：Frank Plumpton Ramsey，/ˈræmzi/，1903年2月22日—1930年1月19日）是一名英國數學家、哲學家和經濟學家。
拉姆齐对哲学，数学和经济学做出了开创性的贡献。 尽管他的同时代人承认他是天才，但直到几十年后他的一些最重要的想法才被人们欣赏。重这些想法现在越来越被人们欣赏，并且继续对当代哲学产生影响。拉姆齐的历史意义是引领分析哲学进入一个新阶段。 该哲学最初是建立在伯特兰·罗素和路德维希·维特根斯坦的逻辑原子论基础上的。 拉姆齐将他们的思想提高到了一个新的水平，但最终他成为他们的继任者，而不是仅仅停留在于他们助手的角色。

## 生平
拉姆齊生於劍橋，其父親是麥格達倫學院的校長。他於溫切斯特公學學習，後來進入劍橋大學三一學院學習數學。拉姆齊的弟弟迈克尔·拉姆齐是第100任坎特伯里大主教。
他涉獵了很多領域。在政治上，他有左翼的傾向；宗教上，其妻指他是個「態度堅定的無神論者」。他和查爾斯·凱·奧格頓聊天時，說他想學德語。奧格頓便給他一本文法書、字典和一篇深奧的心理學論文並告訴他：「使用那本文法書和字典，告訴我們你的想法。」約一星期後，他不止學會了德語，還對語法書中一些理論提出了反對意見。
他閱讀了維根斯坦的《逻辑哲学论》。這本書深深影響了他，1923年他去奧地利跟維根斯坦討論。
拉姆齐哲學方面最伟大的成就之一是引导維根斯坦的思维从他早期哲学《逻辑哲学论》的纯粹、朴素的逻辑中，回到现实生活的模糊性。維根斯坦著作《哲学研究》的哲学思想的形成, 得益于拉姆齐的重要影响。
1924年21歲的他成為國王學院的研究員。
拉姆齊為治療慢性肝疾而接受腹部手術，但術後併發黃疸，於1930年1月19日病逝於倫敦蓋氏醫院（Guy's Hospital），得年僅26歲又11個月。

## 著作
其哲學著作包括
- Universals (1925)
- Facts and propositions (1927)
- Universals of law and of fact (1928)
- Knowledge (1929)
- Theories (1929)
- General propositions and causality (1929).

## 貢獻

### 哲學

#### 分析哲學
拉姆齐的历史意义是引领分析哲学进入一个新阶段。 该哲学最初由伯特兰·罗素和路德维希·维特根斯坦建立。 拉姆齐将他们的思想提高到了一个新的水平，但最终他成为他们的继任者，而不是仅仅停留在于他们助手的角色。
有些哲學家將他視為可能比維根斯坦更偉大的哲學家。拉姆齐最伟大的成就之一是引导維根斯坦的思维从他早期哲学的纯粹、朴素的逻辑中，回到现实生活的模糊性。維根斯坦认为他的《逻辑哲学论》解决了所有哲学问题的原因是，他搞清楚了逻辑与世界的关系。但拉姆西指出：“寻找逻辑纯洁是一种不好的方法，因为所有重要的事情都被排除在外了。拉姆齐去世后不久，維根斯坦就特拉加图斯的思想作了一场重要演讲，然后在他的日记中，他第一次积极地写了关于拉姆齐的实用主义。他开始写命题如何是未来的期望，而不是逻辑操作符紧贴世界。”
維根斯坦著作《哲学研究》 的哲学思想的形成, 得益于拉姆齐的重要影响。维特根斯坦在《哲学研究》序言中说明其前期著作犯了严重的错误，提到：“因为自从16年前我再次开始专注于哲学以来，我不得不承认我在第一本书中的重大错误。 来自拉姆齐的批评和帮助，这使我意识到了自己的这些错误(某种程度来说，我自己几乎无法意识到)。 在他生命的最后两年中，我与他进行了无数次对话，讨论了这些错误。”

#### 悖论
弗兰克·普伦普顿·拉姆齐于1925年最早把逻辑悖论（英文：Logical Paradox）同语义悖论（英文：Semantical Paradox）区别开来。 罗素悖论属于前一类，说谎者悖论属于后者。拉姆齐认为，逻辑矛盾涉及数学或逻辑术语(例如类，数)，因此表明存在逻辑问题。而语义矛盾除纯逻辑术语外还涉及“思想”，“语言”，“符号”等概念, 它们是经验性(非形式)术语。语义矛盾也被称为认识论矛盾。 该方法被认为是当前的标准的悖论分类方法。
拉姆齐的分类是针对威拉德·范奥曼·蒯因区分出的真正悖论（英文：antinomy)， 不包括有蒯认为并非是真正悖论的另外两种：真实性的悖论(veridical paradox)和谬误悖论(falsidical paradox)。
柯里悖论可以像罗素悖论一样，以集合论或属性论的悖论的形式出现（即逻辑悖论的形式); 但是，它也可以是类似于说谎者悖论的语义悖论的形式出现。

#### 真理紧缩理论
根据真理紧缩理论，断言一个陈述是真实的,完全等价于断言该陈述本身。 例如，断言句子“'雪是白色的'为真”等同于断言句子“雪是白色的”。

### 數學
- 組合數學：拉姆齊定理

### 經濟學
- 經濟學：拉姆齊定價、拉姆齊問題

## 外部連結
- Frank Ramsey (1903-1930)